# تیم ملی فوتبال زنان سری لانکا
تیم ملی فوتبال زنان سری لانکا (انگلیسی: Sri Lanka women's national football team) نماینده فوتبال زنان این کشور در رده ملی است و تحت نظارت فدراسیون فوتبال سری‌لانکا قرار دارد.